# K Tubantia Borgerhout VK
A K Tubantia Borgerhout VK egy belga labdarúgócsapat Antwerpen Borgerhout városrészében. A klub hazai mérkőzéseinek helyét a 4 012 fő befogadására alkalmas Rivierenhof adja. Az egyesület labdarúgó-szakosztályát 1915-ben alapították.
A klub legnagyobb sikerét az 1926–27-es szezonban érte el, amikor bejutottak a kupadöntőbe.

## Sikerei, díjai
Challenge League
- Győztes (1): 1929–30

Belga Kupa
- Döntős (1): 1926–27

## Fordítás
Ez a szócikk részben vagy egészben  a   K. Tubantia Borgerhout V.K. című angol Wikipédia-szócikk fordításán alapul.  Az eredeti cikk szerkesztőit annak laptörténete sorolja fel. Ez a jelzés csupán a megfogalmazás eredetét és a szerzői jogokat jelzi, nem szolgál a cikkben szereplő információk forrásmegjelöléseként.